# Interlands Duits voetbalelftal 2020-2029
Deze pagina toont een chronologisch en gedetailleerd overzicht van de interlands die het Duits voetbalelftal speelt en heeft gespeeld in de periode 2020 – 2029.

## Interlands

### 2020
|                                                                                     |                 |       |                 |                                                                                     |
| 3 september UEFA Nations League Groep A4 № 962 «onderlinge duels» 20:45 uur (UTC+2) | Duitsland       | 1 – 1 | Spanje          | Mercedes-Benz Arena, Stuttgart Toeschouwers: 0 Scheidsrechter: Daniele Orsato (ITA) |
| 3 september UEFA Nations League Groep A4 № 962 «onderlinge duels» 20:45 uur (UTC+2) | Timo Werner 52' |       | 90+7' José Gayà | Mercedes-Benz Arena, Stuttgart Toeschouwers: 0 Scheidsrechter: Daniele Orsato (ITA) |

|                                                                                     |                   |       |                    |                                                                            |
| 6 september UEFA Nations League Groep A4 № 963 «onderlinge duels» 20:45 uur (UTC+2) | Zwitserland       | 1 – 1 | Duitsland          | St. Jakob-Park, Bazel Toeschouwers: 0 Scheidsrechter: Michael Oliver (ENG) |
| 6 september UEFA Nations League Groep A4 № 963 «onderlinge duels» 20:45 uur (UTC+2) | Silvan Widmer 58' |       | 14' İlkay Gündoğan | St. Jakob-Park, Bazel Toeschouwers: 0 Scheidsrechter: Michael Oliver (ENG) |

|                                                                    |                                                               |       |                                                      |                                                                                    |
| 7 oktober Vriendschappelijk № 964 «onderlinge duels» 20:45 (UTC+2) | Duitsland                                                     | 3 – 3 | Turkije                                              | RheinEnergieStadion, Keulen Toeschouwers: 300 Scheidsrechter: Benoît Bastien (FRA) |
| 7 oktober Vriendschappelijk № 964 «onderlinge duels» 20:45 (UTC+2) | Julian Draxler 45+1' Florian Neuhaus 58' Luca Waldschmidt 81' |       | 50' Ozan Tufan 67' Efecan Karaca 90+4' Kenan Kamaran | RheinEnergieStadion, Keulen Toeschouwers: 300 Scheidsrechter: Benoît Bastien (FRA) |

|                                                                                |                               |       |                                       |                                                                                 |
| 10 oktober UEFA Nations League Groep A4 № 965 «onderlinge duels» 21:45 (UTC+3) | Oekraïne                      | 1 – 2 | Duitsland                             | NSK Olimpiejsky, Kiev Toeschouwers: 17.573 Scheidsrechter: Orel Grinfeeld (ISR) |
| 10 oktober UEFA Nations League Groep A4 № 965 «onderlinge duels» 21:45 (UTC+3) | Roeslan Malinovski 77' (pen.) |       | 20' Matthias Ginter 49' Leon Goretzka | NSK Olimpiejsky, Kiev Toeschouwers: 17.573 Scheidsrechter: Orel Grinfeeld (ISR) |

|                                                                                |                                                  |       |                                                           |                                                                                |
| 13 oktober UEFA Nations League Groep A4 № 966 «onderlinge duels» 20:45 (UTC+2) | Duitsland                                        | 3 – 3 | Zwitserland                                               | RheinEnergieStadion, Keulen Toeschouwers: 0 Scheidsrechter: Ruddy Buquet (FRA) |
| 13 oktober UEFA Nations League Groep A4 № 966 «onderlinge duels» 20:45 (UTC+2) | Timo Werner 28' Kai Havertz 55' Serge Gnabry 60' |       | 5' Mario Gavranović 25' Remo Freuler 57' Mario Gavranović | RheinEnergieStadion, Keulen Toeschouwers: 0 Scheidsrechter: Ruddy Buquet (FRA) |

|                                                                          |                      |       |          |                                                                                |
| 11 november Vriendschappelijk № 967 «onderlinge duels» 20:45 uur (UTC+1) | Duitsland            | 1 – 0 | Tsjechië | Red Bull Arena, Leipzig Toeschouwers: 0 Scheidsrechter: Andris Treimanis (LAT) |
| 11 november Vriendschappelijk № 967 «onderlinge duels» 20:45 uur (UTC+1) | Luca Waldschmidt 13' |       |          | Red Bull Arena, Leipzig Toeschouwers: 0 Scheidsrechter: Andris Treimanis (LAT) |

|                                                                                     |                                                |       |                       |                                                                              |
| 14 november UEFA Nations League Groep A4 № 968 «onderlinge duels» 20:45 uur (UTC+1) | Duitsland                                      | 3 – 1 | Oekraïne              | Red Bull Arena, Leipzig Toeschouwers: 0 Scheidsrechter: Ovidiu Hațegan (ROM) |
| 14 november UEFA Nations League Groep A4 № 968 «onderlinge duels» 20:45 uur (UTC+1) | Leroy Sané 23' Timo Werner 33' Timo Werner 64' |       | 12' Roman Jaremtsjoek | Red Bull Arena, Leipzig Toeschouwers: 0 Scheidsrechter: Ovidiu Hațegan (ROM) |

|                                                                                     | |       |           |                                                                                     |
| 17 november UEFA Nations League Groep A4 № 969 «onderlinge duels» 20:45 uur (UTC+1) | Spanje                                                                                                | 6 – 0 | Duitsland | Estadio de La Cartuja, Sevilla Toeschouwers: 0 Scheidsrechter: Andreas Ekberg (SWE) |
| 17 november UEFA Nations League Groep A4 № 969 «onderlinge duels» 20:45 uur (UTC+1) | Álvaro Morata 17' Ferran Torres 33' Rodri 38' Ferran Torres 55' Ferran Torres 71' Mikel Oyarzabal 89' |       |           | Estadio de La Cartuja, Sevilla Toeschouwers: 0 Scheidsrechter: Andreas Ekberg (SWE) |

### 2021
|                                                                             |                                                    |       |         |                                                                                           |
| 25 maart WK-kwalificatie Groep J № 970 «onderlinge duels» 20:45 uur (UTC+1) | Duitsland                                          | 3 – 0 | IJsland | Schauinsland-Reisen-Arena, Duisburg Toeschouwers: 0 Scheidsrechter: Srđan Jovanović (SRB) |
| 25 maart WK-kwalificatie Groep J № 970 «onderlinge duels» 20:45 uur (UTC+1) | Leon Goretzka 3' Kai Havertz 7' İlkay Gündoğan 56' |       |         | Schauinsland-Reisen-Arena, Duisburg Toeschouwers: 0 Scheidsrechter: Srđan Jovanović (SRB) |

|                                                                             |          |                  |           |                                                                                 |
| 28 maart WK-kwalificatie Groep J № 971 «onderlinge duels» 21:45 uur (UTC+3) | Roemenië | 0 – 1            | Duitsland | Arena Națională, Boekarest Toeschouwers: 0 Scheidsrechter: Clément Turpin (FRA) |
| 28 maart WK-kwalificatie Groep J № 971 «onderlinge duels» 21:45 uur (UTC+3) |          | 17' Serge Gnabry |           | Arena Națională, Boekarest Toeschouwers: 0 Scheidsrechter: Clément Turpin (FRA) |

|                                                                             |                           |       |                                    |                                                                                           |
| 31 maart WK-kwalificatie Groep J № 972 «onderlinge duels» 20:45 uur (UTC+2) | Duitsland                 | 1 – 2 | Noord-Macedonië                    | Schauinsland-Reisen-Arena, Duisburg Toeschouwers: 0 Scheidsrechter: Sergej Karasjov (RUS) |
| 31 maart WK-kwalificatie Groep J № 972 «onderlinge duels» 20:45 uur (UTC+2) | İlkay Gündoğan 63' (pen.) |       | 45+2' Goran Pandev 85' Eljif Elmas | Schauinsland-Reisen-Arena, Duisburg Toeschouwers: 0 Scheidsrechter: Sergej Karasjov (RUS) |

|                                                                     |                     |       |                    |                                                                                         |
| 2 juni Vriendschappelijk № 973 «onderlinge duels» 21:00 uur (UTC+2) | Duitsland           | 1 – 1 | Denemarken         | Tivoli Stadion Tirol, Innsbruck Toeschouwers: 0 Scheidsrechter: Julian Weinberger (AUT) |
| 2 juni Vriendschappelijk № 973 «onderlinge duels» 21:00 uur (UTC+2) | Florian Neuhaus 48' |       | 71' Yussuf Poulsen | Tivoli Stadion Tirol, Innsbruck Toeschouwers: 0 Scheidsrechter: Julian Weinberger (AUT) |

|                                                                     | |       |                        |                                                                                           |
| 7 juni Vriendschappelijk № 974 «onderlinge duels» 20:45 uur (UTC+2) | Duitsland | 7 – 1 | Letland                | Merkur Spiel-Arena, Düsseldorf Toeschouwers: 1.000 Scheidsrechter: Nikola Dabanović (MNE) |
| 7 juni Vriendschappelijk № 974 «onderlinge duels» 20:45 uur (UTC+2) | Robin Gosens 19' İlkay Gündoğan 21' Thomas Müller 27' Roberts Ozols 39' (e.d.) Serge Gnabry 45' Timo Werner 50' Leroy Sané 76' |       | 75' Aleksejs Saveljevs | Merkur Spiel-Arena, Düsseldorf Toeschouwers: 1.000 Scheidsrechter: Nikola Dabanović (MNE) |

| EK 2020 |
| ------- |

|                                                                         |                         |         |           | |
| 15 juni EK-eindronde Groep F № 975 «onderlinge duels» 21:00 uur (UTC+2) | Frankrijk               | 1 – 0   | Duitsland | Allianz Arena, München Toeschouwers: 13.790 Scheidsrechter: Carlos del Cerro Grande (ESP) Video-assistent: Juan Martínez Munuera (ESP) |
| 15 juni EK-eindronde Groep F № 975 «onderlinge duels» 21:00 uur (UTC+2) | Mats Hummels 20' (e.d.) | Verslag |           | Allianz Arena, München Toeschouwers: 13.790 Scheidsrechter: Carlos del Cerro Grande (ESP) Video-assistent: Juan Martínez Munuera (ESP) |

|                                                                         |                                      |         |                                                                                     | |
| 19 juni EK-eindronde Groep F № 976 «onderlinge duels» 18:00 uur (UTC+2) | Portugal                             | 2 – 4   | Duitsland                                                                           | Allianz Arena, München Toeschouwers: 12.926 Scheidsrechter: Anthony Taylor (ENG) Video-assistent: Stuart Attwell (ENG) |
| 19 juni EK-eindronde Groep F № 976 «onderlinge duels» 18:00 uur (UTC+2) | Cristiano Ronaldo 15' Diogo Jota 67' | Verslag | 35' (e.d.) Rúben Dias 39' (e.d.) Raphaël Guerreiro 51' Kai Havertz 60' Robin Gosens | Allianz Arena, München Toeschouwers: 12.926 Scheidsrechter: Anthony Taylor (ENG) Video-assistent: Stuart Attwell (ENG) |

|                                                                         |                                   |         |                                    | |
| 23 juni EK-eindronde Groep F № 977 «onderlinge duels» 21:00 uur (UTC+2) | Duitsland                         | 2 – 2   | Hongarije                          | Allianz Arena, München Toeschouwers: 12.413 Scheidsrechter: Sergej Karasjov (RUS) Video-assistent: Massimiliano Irrati (ITA) |
| 23 juni EK-eindronde Groep F № 977 «onderlinge duels» 21:00 uur (UTC+2) | Kai Havertz 66' Leon Goretzka 84' | Verslag | 11' Ádám Szalai 68' András Schäfer | Allianz Arena, München Toeschouwers: 12.413 Scheidsrechter: Sergej Karasjov (RUS) Video-assistent: Massimiliano Irrati (ITA) |

|                                                                                |                                    |         |           | |
| 29 juni EK-eindronde Achtste finale № 978 «onderlinge duels» 17:00 uur (UTC+1) | Engeland                           | 2 – 0   | Duitsland | Wembley Stadium, Londen Toeschouwers: 41.973 Scheidsrechter: Danny Makkelie (NED) Video-assistent: Pol van Boekel (NED) |
| 29 juni EK-eindronde Achtste finale № 978 «onderlinge duels» 17:00 uur (UTC+1) | Raheem Sterling 75' Harry Kane 86' | Verslag |           | Wembley Stadium, Londen Toeschouwers: 41.973 Scheidsrechter: Danny Makkelie (NED) Video-assistent: Pol van Boekel (NED) |

|  |  |  |  |  |  |  |  |  |

|                                                                                |               |                                |           | |
| 2 september WK-kwalificatie Groep J № 979 «onderlinge duels» 20:45 uur (UTC+2) | Liechtenstein | 0 – 2                          | Duitsland | Kybunpark, Sankt Gallen (Zwitserland) Toeschouwers: 7.958 Scheidsrechter: Fábio Veríssimo (POR) Video-assistent: Luís Godinho (POR) |
| 2 september WK-kwalificatie Groep J № 979 «onderlinge duels» 20:45 uur (UTC+2) |               | 41' Timo Werner 77' Leroy Sané |           | Kybunpark, Sankt Gallen (Zwitserland) Toeschouwers: 7.958 Scheidsrechter: Fábio Veríssimo (POR) Video-assistent: Luís Godinho (POR) |

|                                                                                | |       |         | |
| 5 september WK-kwalificatie Groep J № 980 «onderlinge duels» 20:45 uur (UTC+2) | Duitsland                                                                                             | 6 – 0 | Armenië | Mercedes-Benz Arena, Stuttgart Toeschouwers: 18.086 Scheidsrechter: William Collum (SCO) Video-assistent: Paul Tierney (ENG) |
| 5 september WK-kwalificatie Groep J № 980 «onderlinge duels» 20:45 uur (UTC+2) | Serge Gnabry 6' Serge Gnabry 15' Marco Reus 35' Timo Werner 45' Jonas Hofmann 52' Karim Adeyemi 90+1' |       |         | Mercedes-Benz Arena, Stuttgart Toeschouwers: 18.086 Scheidsrechter: William Collum (SCO) Video-assistent: Paul Tierney (ENG) |

|                                                                              |         |                                                                    |           | |
| 8 september WK-kwalificatie Groep J № 981 «onderlinge duels» 18:45 uur (UTC) | IJsland | 0 – 4                                                              | Duitsland | Laugardalsvöllur, Reykjavik Toeschouwers: 3.505 Scheidsrechter: Andreas Ekberg (SWE) Video-assistent: Chris Kavanagh (ENG) |
| 8 september WK-kwalificatie Groep J № 981 «onderlinge duels» 18:45 uur (UTC) |         | 4' Serge Gnabry 24' Antonio Rüdiger 56' Leroy Sané 89' Timo Werner |           | Laugardalsvöllur, Reykjavik Toeschouwers: 3.505 Scheidsrechter: Andreas Ekberg (SWE) Video-assistent: Chris Kavanagh (ENG) |

|                                                                              |                                    |       |               | |
| 8 oktober WK-kwalificatie Groep J № 982 «onderlinge duels» 20:45 uur (UTC+2) | Duitsland                          | 2 – 1 | Roemenië      | Volksparkstadion, Hamburg Toeschouwers: 25.000 Scheidsrechter: Cüneyt Çakır (TUR) Video-assistent: Mete Kalkavan (TUR) |
| 8 oktober WK-kwalificatie Groep J № 982 «onderlinge duels» 20:45 uur (UTC+2) | Serge Gnabry 52' Thomas Müller 81' |       | 9' Ianis Hagi | Volksparkstadion, Hamburg Toeschouwers: 25.000 Scheidsrechter: Cüneyt Çakır (TUR) Video-assistent: Mete Kalkavan (TUR) |

|                                                                               |                 |                                                                   |           | |
| 11 oktober WK-kwalificatie Groep J № 983 «onderlinge duels» 20:45 uur (UTC+2) | Noord-Macedonië | 0 – 4                                                             | Duitsland | Toše Proeskiarena, Skopje Toeschouwers: 16.182 Scheidsrechter: Danny Makkelie (NED) Video-assistent: Kevin Blom (NED) |
| 11 oktober WK-kwalificatie Groep J № 983 «onderlinge duels» 20:45 uur (UTC+2) |                 | 50' Kai Havertz 70' Timo Werner 73' Timo Werner 83' Jamal Musiala |           | Toše Proeskiarena, Skopje Toeschouwers: 16.182 Scheidsrechter: Danny Makkelie (NED) Video-assistent: Kevin Blom (NED) |

|                                                                                | |       |               | |
| 11 november WK-kwalificatie Groep J № 984 «onderlinge duels» 20:45 uur (UTC+1) | Duitsland | 9 – 0 | Liechtenstein | Volkswagen-Arena, Wolfsburg Toeschouwers: 25.984 Scheidsrechter: Ivana Martinčić (CRO) Video-assistent: Duje Strukan (CRO) |
| 11 november WK-kwalificatie Groep J № 984 «onderlinge duels» 20:45 uur (UTC+1) | İlkay Gündoğan 11' (pen.) Daniel Kaufmann 20' (e.d.) Leroy Sané 22' Marco Reus 23' Leroy Sané 49' Thomas Müller 76' Ridle Baku 80' Thomas Müller 86' Maximilian Göppel 89' (e.d.) |       |               | Volkswagen-Arena, Wolfsburg Toeschouwers: 25.984 Scheidsrechter: Ivana Martinčić (CRO) Video-assistent: Duje Strukan (CRO) |

|                                                                                |                               |       |                                                                                  | |
| 14 november WK-kwalificatie Groep J № 985 «onderlinge duels» 21:00 uur (UTC+4) | Armenië                       | 1 – 4 | Duitsland                                                                        | Republikeins Stadion Vazgen Sargsian, Jerevan Toeschouwers: 12.800 Scheidsrechter: François Letexier (FRA) Video-assistent: Jérémie Pignard (FRA) |
| 14 november WK-kwalificatie Groep J № 985 «onderlinge duels» 21:00 uur (UTC+4) | Henrich Mchitarjan 59' (pen.) |       | 15' Kai Havertz 45+4' (pen.) İlkay Gündoğan 50' İlkay Gündoğan 64' Jonas Hofmann | Republikeins Stadion Vazgen Sargsian, Jerevan Toeschouwers: 12.800 Scheidsrechter: François Letexier (FRA) Video-assistent: Jérémie Pignard (FRA) |

### 2022
|                                                                       |                                   |       |        |                                                                                     |
| 26 maart Vriendschappelijk № 986 «onderlinge duels» 20:45 uur (UTC+1) | Duitsland                         | 2 – 0 | Israël | PreZero Arena, Sinsheim Toeschouwers: 25.600 Scheidsrechter: Maurizio Mariani (ITA) |
| 26 maart Vriendschappelijk № 986 «onderlinge duels» 20:45 uur (UTC+1) | Kai Havertz 36' Timo Werner 45+1' |       |        | PreZero Arena, Sinsheim Toeschouwers: 25.600 Scheidsrechter: Maurizio Mariani (ITA) |

|                                                                       |                     |       |                     | |
| 29 maart Vriendschappelijk № 987 «onderlinge duels» 20:45 uur (UTC+2) | Nederland           | 1 – 1 | Duitsland           | Johan Cruijff ArenA, Amsterdam Toeschouwers: 50.387 Scheidsrechter: Craig Pawson (ENG) Video-assistent: Darren England (ENG) |
| 29 maart Vriendschappelijk № 987 «onderlinge duels» 20:45 uur (UTC+2) | Steven Bergwijn 68' |       | 45+1' Thomas Müller | Johan Cruijff ArenA, Amsterdam Toeschouwers: 50.387 Scheidsrechter: Craig Pawson (ENG) Video-assistent: Darren England (ENG) |

|                                                                                |                        |       |                    | |
| 4 juni UEFA Nations League Groep A3 № 988 «onderlinge duels» 20:45 uur (UTC+2) | Italië                 | 1 – 1 | Duitsland          | Stadio Renato Dall'Ara, Bologna Toeschouwers: 23.754 Scheidsrechter: Srđan Jovanović (SRB) Video-assistent: Tomasz Kwiatkowski (POL) |
| 4 juni UEFA Nations League Groep A3 № 988 «onderlinge duels» 20:45 uur (UTC+2) | Lorenzo Pellegrini 70' |       | 73' Joshua Kimmich | Stadio Renato Dall'Ara, Bologna Toeschouwers: 23.754 Scheidsrechter: Srđan Jovanović (SRB) Video-assistent: Tomasz Kwiatkowski (POL) |

|                                                                                |                   |       |                       | |
| 7 juni UEFA Nations League Groep A3 № 989 «onderlinge duels» 20:45 uur (UTC+2) | Duitsland         | 1 – 1 | Engeland              | Allianz Arena, München Toeschouwers: 66.289 Scheidsrechter: Carlos del Cerro Grande (ESP) Video-assistent: Juan Martínez Munuera (ESP) |
| 7 juni UEFA Nations League Groep A3 № 989 «onderlinge duels» 20:45 uur (UTC+2) | Jonas Hofmann 51' |       | 88' (pen.) Harry Kane | Allianz Arena, München Toeschouwers: 66.289 Scheidsrechter: Carlos del Cerro Grande (ESP) Video-assistent: Juan Martínez Munuera (ESP) |

|                                                                                 |               |       |                  | |
| 11 juni UEFA Nations League Groep A3 № 990 «onderlinge duels» 20:45 uur (UTC+2) | Hongarije     | 1 – 1 | Duitsland        | Puskás Aréna, Boedapest Toeschouwers: 55.926 Scheidsrechter: José María Sánchez Martínez (ESP) Video-assistent: Guillermo Cuadra Fernández (ESP) |
| 11 juni UEFA Nations League Groep A3 № 990 «onderlinge duels» 20:45 uur (UTC+2) | Zsolt Nagy 6' |       | 9' Jonas Hofmann | Puskás Aréna, Boedapest Toeschouwers: 55.926 Scheidsrechter: José María Sánchez Martínez (ESP) Video-assistent: Guillermo Cuadra Fernández (ESP) |

|                                                                                 |                                                                                                  |       |                                              | |
| 14 juni UEFA Nations League Groep A3 № 991 «onderlinge duels» 20:45 uur (UTC+2) | Duitsland                                                                                        | 5 – 2 | Italië                                       | Borussia-Park, Mönchengladbach Toeschouwers: 44.144 Scheidsrechter: István Kovács (ROU) Video-assistent: Pol van Boekel (NED) |
| 14 juni UEFA Nations League Groep A3 № 991 «onderlinge duels» 20:45 uur (UTC+2) | Joshua Kimmich 10' İlkay Gündoğan 45+4' (pen.) Thomas Müller 51' Timo Werner 68' Timo Werner 69' |       | 78' Wilfried Gnonto 90+4' Alessandro Bastoni | Borussia-Park, Mönchengladbach Toeschouwers: 44.144 Scheidsrechter: István Kovács (ROU) Video-assistent: Pol van Boekel (NED) |

|                                                                                      |           |                 |           | |
| 23 september UEFA Nations League Groep A3 № 992 «onderlinge duels» 20:45 uur (UTC+2) | Duitsland | 0 – 1           | Hongarije | Red Bull Arena, Leipzig Toeschouwers: 39.513 Scheidsrechter: Slavko Vinčić (SVN) Video-assistent: Matej Jug (SVN) |
| 23 september UEFA Nations League Groep A3 № 992 «onderlinge duels» 20:45 uur (UTC+2) |           | 17' Ádám Szalai |           | Red Bull Arena, Leipzig Toeschouwers: 39.513 Scheidsrechter: Slavko Vinčić (SVN) Video-assistent: Matej Jug (SVN) |

|                                                                                      |                                                     |       |                                                           | |
| 26 september UEFA Nations League Groep A3 № 993 «onderlinge duels» 19:45 uur (UTC+1) | Engeland                                            | 3 – 3 | Duitsland                                                 | Wembley Stadium, Londen Toeschouwers: 78.949 Scheidsrechter: Danny Makkelie (NED) Video-assistent: Pol van Boekel (NED) |
| 26 september UEFA Nations League Groep A3 № 993 «onderlinge duels» 19:45 uur (UTC+1) | Luke Shaw 72' Mason Mount 75' Harry Kane 83' (pen.) |       | 52' (pen.) İlkay Gündoğan 67' Kai Havertz 87' Kai Havertz | Wembley Stadium, Londen Toeschouwers: 78.949 Scheidsrechter: Danny Makkelie (NED) Video-assistent: Pol van Boekel (NED) |

|                                                                          |      |                     |           | |
| 16 november Vriendschappelijk № 994 «onderlinge duels» 19:00 uur (UTC+4) | Oman | 0 – 1               | Duitsland | Sultan Qaboos Sports Complex, Muscat Toeschouwers: 25.000 Scheidsrechter: Mohammed Al Hoaish (KSA) |
| 16 november Vriendschappelijk № 994 «onderlinge duels» 19:00 uur (UTC+4) |      | 80' Niclas Füllkrug |           | Sultan Qaboos Sports Complex, Muscat Toeschouwers: 25.000 Scheidsrechter: Mohammed Al Hoaish (KSA) |

| Wereldkampioenschap voetbal 2022 |
| -------------------------------- |

|                                                                        |                           |         |                                 | |
| 23 november WK 2022 Groep E № 995 «onderlinge duels» 16:00 uur (UTC+3) | Duitsland                 | 1 – 2   | Japan                           | Khalifa Internationaal Stadion, Ar Rayyan Toeschouwers: 42.608 Scheidsrechter: Iván Barton (SLV) Video-assistent: Mauro Vigliano (ARG) |
| 23 november WK 2022 Groep E № 995 «onderlinge duels» 16:00 uur (UTC+3) | İlkay Gündoğan 33' (pen.) | Verslag | 75' Ritsu Doan 83' Takuma Asano | Khalifa Internationaal Stadion, Ar Rayyan Toeschouwers: 42.608 Scheidsrechter: Iván Barton (SLV) Video-assistent: Mauro Vigliano (ARG) |

|                                                                        |                   |         |                     | |
| 27 november WK 2022 Groep E № 996 «onderlinge duels» 22:00 uur (UTC+3) | Spanje            | 1 – 1   | Duitsland           | Al Baytstadion, Al Khawr Toeschouwers: 68.895 Scheidsrechter: Danny Makkelie (NED) Video-assistent: Pol van Boekel (NED) |
| 27 november WK 2022 Groep E № 996 «onderlinge duels» 22:00 uur (UTC+3) | Álvaro Morata 62' | Verslag | 83' Niclas Füllkrug | Al Baytstadion, Al Khawr Toeschouwers: 68.895 Scheidsrechter: Danny Makkelie (NED) Video-assistent: Pol van Boekel (NED) |

|                                                                       |                                            |         |                                                                      | |
| 1 december WK 2022 Groep E № 997 «onderlinge duels» 22:00 uur (UTC+3) | Costa Rica                                 | 2 – 4   | Duitsland                                                            | Al Baytstadion, Al Khawr Toeschouwers: 67.054 Scheidsrechter: Stéphanie Frappart (FRA) Video-assistent: Drew Fischer (CAN) |
| 1 december WK 2022 Groep E № 997 «onderlinge duels» 22:00 uur (UTC+3) | Yeltsin Tejeda 58' Manuel Neuer 70' (e.d.) | Verslag | 10' Serge Gnabry 73' Kai Havertz 85' Kai Havertz 89' Niclas Füllkrug | Al Baytstadion, Al Khawr Toeschouwers: 67.054 Scheidsrechter: Stéphanie Frappart (FRA) Video-assistent: Drew Fischer (CAN) |

|  |  |  |  |  |  |  |  |  |

### 2023
|                                                                       |                                         |       |      | |
| 25 maart Vriendschappelijk № 998 «onderlinge duels» 20:45 uur (UTC+1) | Duitsland                               | 2 – 0 | Peru | Mewa Arena, Mainz Toeschouwers: 25.358 Scheidsrechter: Maria Sole Ferrieri Caputi (ITA) Video-assistent: Paolo Mazzoleni (ITA) |
| 25 maart Vriendschappelijk № 998 «onderlinge duels» 20:45 uur (UTC+1) | Niclas Füllkrug 12' Niclas Füllkrug 33' |       |      | Mewa Arena, Mainz Toeschouwers: 25.358 Scheidsrechter: Maria Sole Ferrieri Caputi (ITA) Video-assistent: Paolo Mazzoleni (ITA) |

|                                                                       |                                             |       |                                                          | |
| 28 maart Vriendschappelijk № 999 «onderlinge duels» 20:45 uur (UTC+2) | Duitsland                                   | 2 – 3 | België                                                   | RheinEnergieStadion, Keulen Toeschouwers: 42.910 Scheidsrechter: Willy Delajod (FRA) Video-assistent: Alexandre Castro (FRA) |
| 28 maart Vriendschappelijk № 999 «onderlinge duels» 20:45 uur (UTC+2) | Niclas Füllkrug 44' (pen.) Serge Gnabry 87' |       | 6' Yannick Carrasco 9' Romelu Lukaku 78' Kevin De Bruyne | RheinEnergieStadion, Keulen Toeschouwers: 42.910 Scheidsrechter: Willy Delajod (FRA) Video-assistent: Alexandre Castro (FRA) |

|                                                                       |                                                                |       |                                                                      | |
| 12 juni Vriendschappelijk № 1000 «onderlinge duels» 18:00 uur (UTC+2) | Duitsland                                                      | 3 – 3 | Oekraïne                                                             | Weserstadion, Bremen Toeschouwers: 35.795 Scheidsrechter: Anastasios Sidiropoulos (GRE) Video-assistent: Aristotelis Diamantopoulos (GRE) |
| 12 juni Vriendschappelijk № 1000 «onderlinge duels» 18:00 uur (UTC+2) | Niclas Füllkrug 6' Kai Havertz 83' Joshua Kimmich 90+1' (pen.) |       | 19' Viktor Tsyhankov 23' (e.d.) Antonio Rüdiger 56' Viktor Tsyhankov | Weserstadion, Bremen Toeschouwers: 35.795 Scheidsrechter: Anastasios Sidiropoulos (GRE) Video-assistent: Aristotelis Diamantopoulos (GRE) |

|                                                                       |                  |       |           | |
| 16 juni Vriendschappelijk № 1001 «onderlinge duels» 20:45 uur (UTC+2) | Polen            | 1 – 0 | Duitsland | Nationaal Stadion, Warschau Toeschouwers: 57.098 Scheidsrechter: Orel Grinfeeld (ISR) Video-assistent: Paweł Raczkowski (POL) |
| 16 juni Vriendschappelijk № 1001 «onderlinge duels» 20:45 uur (UTC+2) | Jakub Kiwior 31' |       |           | Nationaal Stadion, Warschau Toeschouwers: 57.098 Scheidsrechter: Orel Grinfeeld (ISR) Video-assistent: Paweł Raczkowski (POL) |

|                                                                       |           |                                        |          | |
| 20 juni Vriendschappelijk № 1002 «onderlinge duels» 20:45 uur (UTC+2) | Duitsland | 0 – 2                                  | Colombia | Veltins-Arena, Gelsenkirchen Toeschouwers: 50.421 Scheidsrechter: Halil Umut Meler (TUR) Video-assistent: Mete Kalkavan (TUR) |
| 20 juni Vriendschappelijk № 1002 «onderlinge duels» 20:45 uur (UTC+2) |           | 54' Luis Díaz 81' (pen.) Juan Cuadrado |          | Veltins-Arena, Gelsenkirchen Toeschouwers: 50.421 Scheidsrechter: Halil Umut Meler (TUR) Video-assistent: Mete Kalkavan (TUR) |

|                                                                           |                |       |                                                               | |
| 9 september Vriendschappelijk № 1003 «onderlinge duels» 20:45 uur (UTC+2) | Duitsland      | 1 – 4 | Japan                                                         | Volkswagen-Arena, Wolfsburg Toeschouwers: 24.980 Scheidsrechter: João Pinheiro (POR) Video-assistent: António Nobre (POR) |
| 9 september Vriendschappelijk № 1003 «onderlinge duels» 20:45 uur (UTC+2) | Leroy Sané 19' |       | 11' Junya Ito 22' Ayase Ueda 90' Takuma Asano 90+2' Ao Tanaka | Volkswagen-Arena, Wolfsburg Toeschouwers: 24.980 Scheidsrechter: João Pinheiro (POR) Video-assistent: António Nobre (POR) |

|                                                                            |                                 |       |                       | |
| 12 september Vriendschappelijk № 1004 «onderlinge duels» 21:00 uur (UTC+2) | Duitsland                       | 2 – 1 | Frankrijk             | Signal Iduna Park, Dortmund Toeschouwers: 60.486 Scheidsrechter: Anthony Taylor (ENG) Video-assistent: Michael Salisbury (ENG) |
| 12 september Vriendschappelijk № 1004 «onderlinge duels» 21:00 uur (UTC+2) | Thomas Müller 4' Leroy Sané 87' |       | 89' Antoine Griezmann | Signal Iduna Park, Dortmund Toeschouwers: 60.486 Scheidsrechter: Anthony Taylor (ENG) Video-assistent: Michael Salisbury (ENG) |

|                                                                          |                       |       |                                                       | |
| 14 oktober Vriendschappelijk № 1005 «onderlinge duels» 15:00 uur (UTC−4) | Verenigde Staten      | 1 – 3 | Duitsland                                             | Pratt & Whitney Stadium, East Hartford Toeschouwers: 37.743 Scheidsrechter: Fernando Guerrero (MEX) |
| 14 oktober Vriendschappelijk № 1005 «onderlinge duels» 15:00 uur (UTC−4) | Christian Pulisic 27' |       | 39' İlkay Gündoğan 58' Niclas Füllkrug 61' Leroy Sané | Pratt & Whitney Stadium, East Hartford Toeschouwers: 37.743 Scheidsrechter: Fernando Guerrero (MEX) |

|                                                                          |                                    |       |                                         |                                                                                                 |
| 17 oktober Vriendschappelijk № 1006 «onderlinge duels» 20:00 uur (UTC−4) | Mexico                             | 2 – 2 | Duitsland                               | Lincoln Financial Field, Philadelphia Toeschouwers: 62.284 Scheidsrechter: Rubiel Vazquez (USA) |
| 17 oktober Vriendschappelijk № 1006 «onderlinge duels» 20:00 uur (UTC−4) | Uriel Antuna 37' Érick Sánchez 47' |       | 25' Antonio Rüdiger 51' Niclas Füllkrug | Lincoln Financial Field, Philadelphia Toeschouwers: 62.284 Scheidsrechter: Rubiel Vazquez (USA) |

|                                                                           |                                    |       |                                                             | |
| 18 november Vriendschappelijk № 1007 «onderlinge duels» 20:45 uur (UTC+1) | Duitsland                          | 2 – 3 | Turkije                                                     | Olympiastadion, Berlijn Toeschouwers: 72.592 Scheidsrechter: Bartosz Frankowski (POL) Video-assistent: Paweł Raczkowski (POL) |
| 18 november Vriendschappelijk № 1007 «onderlinge duels» 20:45 uur (UTC+1) | Kai Havertz 5' Niclas Füllkrug 48' |       | 38' Ferdi Kadıoğlu 45+2' Kenan Yıldız 70' (pen.) Yusuf Sarı | Olympiastadion, Berlijn Toeschouwers: 72.592 Scheidsrechter: Bartosz Frankowski (POL) Video-assistent: Paweł Raczkowski (POL) |

|                                                                           |                                               |       |           | |
| 21 november Vriendschappelijk № 1008 «onderlinge duels» 20:45 uur (UTC+1) | Oostenrijk                                    | 2 – 0 | Duitsland | Ernst Happelstadion, Wenen Toeschouwers: 46.000 Scheidsrechter: Slavko Vinčić (SVN) Video-assistent: Ovidiu Haţegan (ROU) |
| 21 november Vriendschappelijk № 1008 «onderlinge duels» 20:45 uur (UTC+1) | Marcel Sabitzer 29' Christoph Baumgartner 73' |       |           | Ernst Happelstadion, Wenen Toeschouwers: 46.000 Scheidsrechter: Slavko Vinčić (SVN) Video-assistent: Ovidiu Haţegan (ROU) |

### 2024
|                                                                        |           |                                  |           | |
| 23 maart Vriendschappelijk № 1009 «onderlinge duels» 21:00 uur (UTC+1) | Frankrijk | 0 – 2                            | Duitsland | Parc Olympique Lyonnais, Décines-Charpieu Toeschouwers: 59.100 Scheidsrechter: Jesús Gil Manzano (ESP) Video-assistent: Alejandro Hernández (ESP) |
| 23 maart Vriendschappelijk № 1009 «onderlinge duels» 21:00 uur (UTC+1) |           | 1' Florian Wirtz 49' Kai Havertz |           | Parc Olympique Lyonnais, Décines-Charpieu Toeschouwers: 59.100 Scheidsrechter: Jesús Gil Manzano (ESP) Video-assistent: Alejandro Hernández (ESP) |

|                                                                        |                                                |       |                 | |
| 26 maart Vriendschappelijk № 1010 «onderlinge duels» 20:45 uur (UTC+1) | Duitsland                                      | 2 – 1 | Nederland       | Deutsche Bank Park, Frankfurt am Main Toeschouwers: 48.390 Scheidsrechter: Espen Eskås (NOR) Video-assistent: Tom Harald Hagen (NOR) |
| 26 maart Vriendschappelijk № 1010 «onderlinge duels» 20:45 uur (UTC+1) | Maximilian Mittelstädt 11' Niclas Füllkrug 85' |       | 4' Joey Veerman | Deutsche Bank Park, Frankfurt am Main Toeschouwers: 48.390 Scheidsrechter: Espen Eskås (NOR) Video-assistent: Tom Harald Hagen (NOR) |

|                                                                      |           |       |          | |
| 3 juni Vriendschappelijk № 1011 «onderlinge duels» 20:45 uur (UTC+2) | Duitsland | 0 – 0 | Oekraïne | Max-Morlock-Stadion, Neurenberg Toeschouwers: 42.789 Scheidsrechter: Walter Altmann (AUT) Video-assistent: Julian Weinberger (AUT) |
| 3 juni Vriendschappelijk № 1011 «onderlinge duels» 20:45 uur (UTC+2) |           |       |          | Max-Morlock-Stadion, Neurenberg Toeschouwers: 42.789 Scheidsrechter: Walter Altmann (AUT) Video-assistent: Julian Weinberger (AUT) |

|                                                                      |                                 |       |                      | |
| 7 juni Vriendschappelijk № 1012 «onderlinge duels» 20:45 uur (UTC+2) | Duitsland                       | 2 – 1 | Griekenland          | Borussia-Park, Mönchengladbach Toeschouwers: 45.500 Scheidsrechter: José Munuera Montero (ESP) Video-assistent: Eduardo Prieto Iglesias (ESP) |
| 7 juni Vriendschappelijk № 1012 «onderlinge duels» 20:45 uur (UTC+2) | Kai Havertz 56' Pascal Groß 89' |       | 33' Giorgos Masouras | Borussia-Park, Mönchengladbach Toeschouwers: 45.500 Scheidsrechter: José Munuera Montero (ESP) Video-assistent: Eduardo Prieto Iglesias (ESP) |

| EK 2024 |
| ------- |

|                                                                          |                                                                                                 |       |                            | |
| 14 juni EK-eindronde Groep A № 1013 «onderlinge duels» 21:00 uur (UTC+2) | Duitsland                                                                                       | 5 – 1 | Schotland                  | Allianz Arena, München Toeschouwers: 65.052 Scheidsrechter: Clément Turpin (FRA) Video-assistent: Jérôme Brisard (FRA) |
| 14 juni EK-eindronde Groep A № 1013 «onderlinge duels» 21:00 uur (UTC+2) | Florian Wirtz 10' Jamal Musiala 19' Kai Havertz 45+1' (pen.) Niclas Füllkrug 68' Emre Can 90+3' |       | 87' (e.d.) Antonio Rüdiger | Allianz Arena, München Toeschouwers: 65.052 Scheidsrechter: Clément Turpin (FRA) Video-assistent: Jérôme Brisard (FRA) |

|                                                                          |                                      |       |           | |
| 19 juni EK-eindronde Groep A № 1014 «onderlinge duels» 18:00 uur (UTC+2) | Duitsland                            | 2 – 0 | Hongarije | MHPArena, Stuttgart Toeschouwers: 54.000 Scheidsrechter: Danny Makkelie (NED) Video-assistent: Rob Dieperink (NED) |
| 19 juni EK-eindronde Groep A № 1014 «onderlinge duels» 18:00 uur (UTC+2) | Jamal Musiala 22' İlkay Gündoğan 67' |       |           | MHPArena, Stuttgart Toeschouwers: 54.000 Scheidsrechter: Danny Makkelie (NED) Video-assistent: Rob Dieperink (NED) |

|                                                                          |               |       |                       | |
| 23 juni EK-eindronde Groep A № 1015 «onderlinge duels» 21:00 uur (UTC+2) | Zwitserland   | 1 – 1 | Duitsland             | Deutsche Bank Park, Frankfurt am Main Toeschouwers: 46.685 Scheidsrechter: Daniele Orsato (ITA) Video-assistent: Massimiliano Irrati (ITA) |
| 23 juni EK-eindronde Groep A № 1015 «onderlinge duels» 21:00 uur (UTC+2) | Dan Ndoye 28' |       | 90+2' Niclas Füllkrug | Deutsche Bank Park, Frankfurt am Main Toeschouwers: 46.685 Scheidsrechter: Daniele Orsato (ITA) Video-assistent: Massimiliano Irrati (ITA) |

|                                                                                 |                                          |       |            | |
| 29 juni EK-eindronde Achtste finale № 1016 «onderlinge duels» 21:00 uur (UTC+2) | Duitsland                                | 2 – 0 | Denemarken | Signal Iduna Park, Dortmund Toeschouwers: 61.612 Scheidsrechter: Michael Oliver (ENG) Video-assistent: Stuart Attwell (ENG) |
| 29 juni EK-eindronde Achtste finale № 1016 «onderlinge duels» 21:00 uur (UTC+2) | Kai Havertz 53' (pen.) Jamal Musiala 68' |       |            | Signal Iduna Park, Dortmund Toeschouwers: 61.612 Scheidsrechter: Michael Oliver (ENG) Video-assistent: Stuart Attwell (ENG) |

|                                                                             |                                 |              |                   | |
| 5 juli EK-eindronde Kwartfinale № 1017 «onderlinge duels» 18:00 uur (UTC+2) | Spanje                          | 2 – 1 (n.v.) | Duitsland         | MHPArena, Stuttgart Toeschouwers: 54.000 Scheidsrechter: Anthony Taylor (ENG) Video-assistent: Stuart Attwell (ENG) |
| 5 juli EK-eindronde Kwartfinale № 1017 «onderlinge duels» 18:00 uur (UTC+2) | Dani Olmo 51' Mikel Merino 119' |              | 89' Florian Wirtz | MHPArena, Stuttgart Toeschouwers: 54.000 Scheidsrechter: Anthony Taylor (ENG) Video-assistent: Stuart Attwell (ENG) |

|  |  |  |  |  |  |  |  |  |

|                                                                                      | |       |           | |
| 7 september UEFA Nations League Groep A3 № 1018 «onderlinge duels» 20:45 uur (UTC+2) | Duitsland                                                                                              | 5 – 0 | Hongarije | Merkur Spiel-Arena, Düsseldorf Toeschouwers: 49.235 Scheidsrechter: Clément Turpin (FRA) Video-assistent: Jérôme Brisard (FRA) |
| 7 september UEFA Nations League Groep A3 № 1018 «onderlinge duels» 20:45 uur (UTC+2) | Niclas Füllkrug 27' Jamal Musiala 58' Florian Wirtz 66' Aleksandar Pavlović 77' Kai Havertz 81' (pen.) |       |           | Merkur Spiel-Arena, Düsseldorf Toeschouwers: 49.235 Scheidsrechter: Clément Turpin (FRA) Video-assistent: Jérôme Brisard (FRA) |

|                                                                                       |                                          |       |                                      | |
| 10 september UEFA Nations League Groep A3 № 1019 «onderlinge duels» 20:45 uur (UTC+2) | Nederland                                | 2 – 2 | Duitsland                            | Johan Cruijff ArenA, Amsterdam Toeschouwers: 50.109 Scheidsrechter: Davide Massa (ITA) Video-assistent: Aleandro Di Paolo (ITA) |
| 10 september UEFA Nations League Groep A3 № 1019 «onderlinge duels» 20:45 uur (UTC+2) | Tijjani Reijnders 2' Denzel Dumfries 50' |       | 38' Deniz Undav 45+3' Joshua Kimmich | Johan Cruijff ArenA, Amsterdam Toeschouwers: 50.109 Scheidsrechter: Davide Massa (ITA) Video-assistent: Aleandro Di Paolo (ITA) |

|                                                                                     |                       |       |                                 | |
| 11 oktober UEFA Nations League Groep A3 № 1020 «onderlinge duels» 20:45 uur (UTC+2) | Bosnië en Herzegovina | 1 – 2 | Duitsland                       | Bilino Polje, Zenica Toeschouwers: 11.000 Scheidsrechter: François Letexier (FRA) Video-assistent: Willy Delajod (FRA) |
| 11 oktober UEFA Nations League Groep A3 № 1020 «onderlinge duels» 20:45 uur (UTC+2) | Edin Džeko 70'        |       | 30' Deniz Undav 36' Deniz Undav | Bilino Polje, Zenica Toeschouwers: 11.000 Scheidsrechter: François Letexier (FRA) Video-assistent: Willy Delajod (FRA) |

|                                                                                     |                    |       |           | |
| 14 oktober UEFA Nations League Groep A3 № 1021 «onderlinge duels» 20:45 uur (UTC+2) | Duitsland          | 1 – 0 | Nederland | Allianz Arena, München Toeschouwers: 68.367 Scheidsrechter: Slavko Vinčić (SVN) Video-assistent: Nejc Kajtazović (SVN) |
| 14 oktober UEFA Nations League Groep A3 № 1021 «onderlinge duels» 20:45 uur (UTC+2) | Jamie Leweling 64' |       |           | Allianz Arena, München Toeschouwers: 68.367 Scheidsrechter: Slavko Vinčić (SVN) Video-assistent: Nejc Kajtazović (SVN) |

|                                                                                      | |       |                       | |
| 16 november UEFA Nations League Groep A3 № 1022 «onderlinge duels» 20:45 uur (UTC+1) | Duitsland | 7 – 0 | Bosnië en Herzegovina | Europa-Park Stadion, Freiburg im Breisgau Toeschouwers: 28.143 Scheidsrechter: Vassilis Fotias (GRE) Video-assistent: Angelos Evangelou (GRE) |
| 16 november UEFA Nations League Groep A3 № 1022 «onderlinge duels» 20:45 uur (UTC+1) | Jamal Musiala 2' Tim Kleindienst 23' Kai Havertz 37' Florian Wirtz 50' Florian Wirtz 57' Leroy Sané 66' Tim Kleindienst 79' |       |                       | Europa-Park Stadion, Freiburg im Breisgau Toeschouwers: 28.143 Scheidsrechter: Vassilis Fotias (GRE) Video-assistent: Angelos Evangelou (GRE) |

|                                                                                      |                                 |       |                  | |
| 19 november UEFA Nations League Groep A3 № 1023 «onderlinge duels» 20:45 uur (UTC+1) | Hongarije                       | 1 – 1 | Duitsland        | Puskás Aréna, Boedapest Toeschouwers: 53.212 Scheidsrechter: Duje Strukan (CRO) Video-assistent: Daniele Chiffi (ITA) |
| 19 november UEFA Nations League Groep A3 № 1023 «onderlinge duels» 20:45 uur (UTC+1) | Dominik Szoboszlai 90+9' (pen.) |       | 76' Felix Nmecha | Puskás Aréna, Boedapest Toeschouwers: 53.212 Scheidsrechter: Duje Strukan (CRO) Video-assistent: Daniele Chiffi (ITA) |

### 2025
|                                                                                      |                  |       |                                       | |
| 20 maart UEFA Nations League Kwartfinale № 1024 «onderlinge duels» 20:45 uur (UTC+1) | Italië           | 1 – 2 | Duitsland                             | Stadio Giuseppe Meazza, Milaan Toeschouwers: 60.334 Scheidsrechter: François Letexier (FRA) Video-assistent: Jérôme Brisard (FRA) |
| 20 maart UEFA Nations League Kwartfinale № 1024 «onderlinge duels» 20:45 uur (UTC+1) | Sandro Tonali 9' |       | 49' Tim Kleindienst 76' Leon Goretzka | Stadio Giuseppe Meazza, Milaan Toeschouwers: 60.334 Scheidsrechter: François Letexier (FRA) Video-assistent: Jérôme Brisard (FRA) |

|                                                                                      |                                                                 |       |                                                              | |
| 23 maart UEFA Nations League Kwartfinale № 1025 «onderlinge duels» 20:45 uur (UTC+1) | Duitsland                                                       | 3 – 3 | Italië                                                       | Signal Iduna Park, Dortmund Toeschouwers: 64.762 Scheidsrechter: Szymon Marciniak (POL) Video-assistent: Paweł Pskit (POL) |
| 23 maart UEFA Nations League Kwartfinale № 1025 «onderlinge duels» 20:45 uur (UTC+1) | Joshua Kimmich 30' (pen.) Jamal Musiala 36' Tim Kleindienst 45' |       | 49' Moise Kean 69' Moise Kean 90+5' (pen.) Giacomo Raspadori | Signal Iduna Park, Dortmund Toeschouwers: 64.762 Scheidsrechter: Szymon Marciniak (POL) Video-assistent: Paweł Pskit (POL) |

|                                                                                     |                   |       |                                               | |
| 4 juni UEFA Nations League Halve finale № 1026 «onderlinge duels» 20:45 uur (UTC+2) | Duitsland         | 1 – 2 | Portugal                                      | Allianz Arena, München Toeschouwers: 65.823 Scheidsrechter: Slavko Vinčić (SVN) Video-assistent: Alen Borošak (SVN) |
| 4 juni UEFA Nations League Halve finale № 1026 «onderlinge duels» 20:45 uur (UTC+2) | Florian Wirtz 48' |       | 63' Francisco Conceição 68' Cristiano Ronaldo | Allianz Arena, München Toeschouwers: 65.823 Scheidsrechter: Slavko Vinčić (SVN) Video-assistent: Alen Borošak (SVN) |

|                                                                                     |           |                                       |           | |
| 8 juni UEFA Nations League Troostfinale № 1027 «onderlinge duels» 15:00 uur (UTC+2) | Duitsland | 0 – 2                                 | Frankrijk | MHPArena, Stuttgart Toeschouwers: 51.313 Scheidsrechter: Ivan Kružliak (SVK) Video-assistent: Michael Fabbri (ITA) |
| 8 juni UEFA Nations League Troostfinale № 1027 «onderlinge duels» 15:00 uur (UTC+2) |           | 45+1' Kylian Mbappé 84' Michael Olise |           | MHPArena, Stuttgart Toeschouwers: 51.313 Scheidsrechter: Ivan Kružliak (SVK) Video-assistent: Michael Fabbri (ITA) |

|                                                                                 |           |   |           |                                                                                   |
| 4 september WK-kwalificatie Groep A № 1028 «onderlinge duels» 20:45 uur (UTC+2) | Slowakije | – | Duitsland | Národný futbalový štadión, Bratislava Toeschouwers: n.n.b. Scheidsrechter: n.n.b. |
| 4 september WK-kwalificatie Groep A № 1028 «onderlinge duels» 20:45 uur (UTC+2) |           |   |           | Národný futbalový štadión, Bratislava Toeschouwers: n.n.b. Scheidsrechter: n.n.b. |

|                                                                                 |           |   |               |                                                                         |
| 7 september WK-kwalificatie Groep A № 1029 «onderlinge duels» 20:45 uur (UTC+2) | Duitsland | – | Noord-Ierland | RheinEnergieStadion, Keulen Toeschouwers: n.n.b. Scheidsrechter: n.n.b. |
| 7 september WK-kwalificatie Groep A № 1029 «onderlinge duels» 20:45 uur (UTC+2) |           |   |               | RheinEnergieStadion, Keulen Toeschouwers: n.n.b. Scheidsrechter: n.n.b. |

|                                                                                |           |   |           |                                                                     |
| 10 oktober WK-kwalificatie Groep A № 1030 «onderlinge duels» 20:45 uur (UTC+2) | Duitsland | – | Luxemburg | PreZero Arena, Sinsheim Toeschouwers: n.n.b. Scheidsrechter: n.n.b. |
| 10 oktober WK-kwalificatie Groep A № 1030 «onderlinge duels» 20:45 uur (UTC+2) |           |   |           | PreZero Arena, Sinsheim Toeschouwers: n.n.b. Scheidsrechter: n.n.b. |

|                                                                                |               |   |           |                                                                   |
| 13 oktober WK-kwalificatie Groep A № 1031 «onderlinge duels» 19:45 uur (UTC+1) | Noord-Ierland | – | Duitsland | Windsor Park, Belfast Toeschouwers: n.n.b. Scheidsrechter: n.n.b. |
| 13 oktober WK-kwalificatie Groep A № 1031 «onderlinge duels» 19:45 uur (UTC+1) |               |   |           | Windsor Park, Belfast Toeschouwers: n.n.b. Scheidsrechter: n.n.b. |

|                                                                                 |           |   |           |                                                                            |
| 14 november WK-kwalificatie Groep A № 1032 «onderlinge duels» 20:45 uur (UTC+1) | Luxemburg | – | Duitsland | Stade de Luxembourg, Luxemburg Toeschouwers: n.n.b. Scheidsrechter: n.n.b. |
| 14 november WK-kwalificatie Groep A № 1032 «onderlinge duels» 20:45 uur (UTC+1) |           |   |           | Stade de Luxembourg, Luxemburg Toeschouwers: n.n.b. Scheidsrechter: n.n.b. |

|                                                                                 |           |   |           |                                                                     |
| 17 november WK-kwalificatie Groep A № 1033 «onderlinge duels» 20:45 uur (UTC+1) | Duitsland | – | Slowakije | Red Bull Arena, Leipzig Toeschouwers: n.n.b. Scheidsrechter: n.n.b. |
| 17 november WK-kwalificatie Groep A № 1033 «onderlinge duels» 20:45 uur (UTC+1) |           |   |           | Red Bull Arena, Leipzig Toeschouwers: n.n.b. Scheidsrechter: n.n.b. |

DFB · A-internationals · Bondscoaches · Duits vrouwenelftal · Olympisch elftal · Duitsland U21 · Duitsland U20 · Duitsland U19 · Duitsland U18 · Duitsland U17 · Duitsland U16 · Vrouwen U17
1905 – 1919 · 
1920 – 1929 · 
1930 – 1939 · 
1940 – 1949 · 
1950 – 1959 · 
1960 – 1969 · 
1970 – 1979 · 
1980 – 1989 · 
1990 – 1999 · 
2000 – 2009 · 
2010 – 2019 · 
2020 – 2029
EK's: 1972 · 
1976 · 
1980 · 
1984 · 
1988 · 
1992 · 
1996 · 
2000 · 
2004 · 
2008 · 
2012 · 
2016 · 
2020 · 
2024
CC: 1999 · 
2005 · 
2017
WK's: 1934 ·
1938 · 
1954 · 
1958 · 
1962 · 
1966 · 
1970 · 
1974 · 
1978 · 
1982 · 
1986 · 
1990 · 
1994 · 
1998 · 
2002 · 
2006 · 
2010 · 
2014 · 
2018 · 
2022
OS: 1912 ·
1928 ·
1936 ·
2016 ·
2020
Albanië ·
Algerije ·
Argentinië ·
Armenië ·
Australië ·
Azerbeidzjan ·
België ·
Bohemen en Moravië ·
Bolivia ·
Bosnië en Herzegovina ·
Brazilië ·
Bulgarije ·
Canada ·
Chili ·
China ·
Colombia ·
Costa Rica ·
Cyprus ·
DDR ·
Denemarken ·
Ecuador ·
Egypte ·
Engeland ·
Estland ·
Faeröer ·
Finland ·
Frankrijk ·
Georgië ·
Ghana ·
Gibraltar ·
GOS ·
Griekenland ·
Hongarije ·
Ierland ·
IJsland ·
Iran ·
Israël ·
Italië ·
Ivoorkust ·
Japan ·
Joegoslavië ·
Kameroen ·
Kazachstan ·
Koeweit ·
Kroatië ·
Letland ·
Liechtenstein ·
Litouwen ·
Luxemburg ·
Malta ·
Marokko ·
Mexico ·
Moldavië ·
Nederland ·
Nieuw-Zeeland ·
Nigeria ·
Noord-Ierland ·
Noord-Macedonië ·
Noorwegen ·
Oekraïne ·
Oman ·
Oostenrijk ·
Paraguay ·
Peru ·
Polen ·
Portugal ·
Roemenië ·
Rusland ·
Saarland ·
San Marino ·
Saoedi-Arabië ·
Schotland ·
Servië ·
Servië en Montenegro · 
Slovenië ·
Slowakije ·
Sovjet-Unie ·
Spanje ·
Thailand ·
Tsjechië ·
Tsjecho-Slowakije ·
Tunesië ·
Turkije ·
Uruguay ·
Verenigde Arabische Emiraten ·
Verenigde Staten ·
Wales ·
Wit-Rusland ·
Zuid-Afrika ·
Zuid-Korea ·
Zweden ·
Zwitserland
Algerije (1982) · 
Algerije (2014) · 
Argentinië (1986) ·
Argentinië (1990) ·
Argentinië (2006) ·
Argentinië (2014) · 
Australië (2010) ·
België (1980) · 
Brazilië (2002) ·
Brazilië (2014) · 
Chili (1982) ·
Costa Rica (2006) ·
Denemarken (1992) ·
Denemarken (2012) · 
Ecuador (2006) ·
Engeland (1966) ·
Engeland (1982) ·
Engeland (2010) ·
Engeland (2021) ·
Frankrijk (2014) · 
Frankrijk (2021) · 
Ghana (2014) ·
Griekenland (2012) · 
Hongarije (1954, 2) ·
Hongarije (2021) ·
Italië (1982) ·
Italië (2006) ·
Italië (2012) · 
Japan (2022) · 
Kroatië (2008) ·
Mexico (2018) ·
Nederland (1974) ·
Nederland (2012) ·
Oekraïne (2016) ·
Oostenrijk (1982) ·
Oostenrijk (2008) ·
Polen (2006) ·
Polen (2008) ·
Polen (2016) ·
Portugal (2006) ·
Portugal (2008) ·
Portugal (2012) ·
Portugal (2014) ·
Portugal (2021) ·
Servië (2010) ·
Sovjet-Unie (1972) · 
Spanje (1982) ·
Spanje (2008) ·
Spanje (2022) ·
Tsjechië (1996, 2) · 
Tsjecho-Slowakije (1976) ·
Turkije (2008) ·
Verenigde Staten (2014) ·
Zuid-Korea (2018) ·
Zweden (2006)
CONMEBOL: Argentinië · Bolivia · Brazilië · Chili · Colombia · Ecuador · Paraguay · Peru · Uruguay · Venezuela

UEFA: Albanië · Andorra · Armenië · Azerbeidzjan · België · Bosnië en Herzegovina · Bulgarije · Cyprus · Denemarken · Duitsland · Engeland · Estland · Faeröer · Finland · Frankrijk · Georgië · Gibraltar · Griekenland · Hongarije · IJsland · Ierland · Israël · Italië · Kazachstan · Kosovo · Kroatië · Letland · Liechtenstein · Litouwen · Luxemburg · Malta · Moldavië · Montenegro · Nederland · Noord-Ierland · Noord-Macedonië · Noorwegen · Oekraïne · Oostenrijk · Polen · Portugal · Roemenië · Rusland · San Marino · Schotland · Servië · Slovenië · Slowakije · Spanje · Tsjechië · Turkije · Wales · Wit-Rusland · Zweden · Zwitserland

AFC: Australië · China · Irak · Iran · Japan · Libanon · Oezbekistan · Oman · Qatar · Saoedi-Arabië · Syrië · Verenigde Arabische Emiraten · Vietnam · Zuid-Korea

CAF: Algerije · Burkina Faso · Congo-Kinshasa · Egypte · Ghana · Ivoorkust · Kaapverdië · Kameroen · Mali · Marokko · Nigeria · Senegal · Tunesië · Zuid-Afrika

CONCACAF: Canada · Costa Rica · Curaçao · El Salvador · Honduras · Jamaica · Mexico · Panama · Suriname · Verenigde Staten

OFC: Nieuw-Zeeland